# LGBT práva na Svatém Tomáši a Princově ostrově
Lesby, gayové, bisexuálové a translidé (LGBT) se na Svatém Tomáši a Princově ostrově setkávají s právnimi komplikacemi, s nimiž většinová společnost nemá zkušenosti. Mužská i ženská stejnopohlavní sexuální aktivita je na Svatém Tomáši a Princově ostrově legální. Národ je jedním z 66 signatářů Deklarace OSN o ochraně jiných sexuálních orientací a genderových identit.

## Zákony týkající se stejnopohlavní sexuální aktivity
Podle trestního zákoníku Svatého Tomáše a Princova ostrova, který nabyl účinnost v listopadu 2012, je stejnopohlavní sexuální aktivita legální. Věk způsobilosti k pohlavnímu styku je pro obě orientace stanovený na 16 let.

## Stejnopohlavní soužití
Svatý Tomáš a Princův ostrov neuznávají stejnopohlavní manželství, registrované partnerství nebo domácí partnerství.

## Ochrana před diskriminací
Na ostrovech rovněž neplatí žádné zákony proti homofobní a transfobní diskriminaci.

## Mezinárodní smlouvy
Svatý Tomáš a Princův ostrov podepsali 31. října 1995 Mezinárodní konvenci o občanských a politických právech.

## Souhrnný přehled
| Legální stejnopohlavní styk                                                            | Od r. 2012 |
| Stejný věk legální způsobilosti k pohlavnímu styku                                     | Od r. 2012 |
| Antidiskriminační zákony v zaměstnání                                                  | No         |
| Antidiskriminační zákony v přístupu ke zboží a službám                                 | No         |
| Antidiskriminační zákony v ostatních oblastech (homofobní urážky, zločiny z nenávisti) | No         |
| Stejnopohlavní manželství                                                              | No         |
| Jiná forma stejnopohlavního soužití                                                    | No         |
| Adopce dítěte partnera                                                                 | No         |
| Společná adopce dětí stejnopohlavními páry                                             | No         |
| Gayové a lesby smějí otevřeně sloužit v armádě                                         |            |
| Možnost změny pohlaví                                                                  |            |
| Přístup k umělému oplodnění pro lesbické ženy                                          | No         |
| Náhradní mateřství pro gay páry                                                        | No         |
| MSM smějí darovat krev                                                                 | No         |